# Billboard Hot 100
Билборд хот 100 (енгл. Billboard Hot 100) је топ-листа синглова коју саставља и сваке недеље објављује амерички часопис „Билборд“. Саставља се на основу пуштања песама са синглова на радио-станицама и на основу броја продатих копија синглова, и то без обзира на њихов музички правац. Седмица током које се прати продаја синглова почиње понедељком, а завршава се недељом, док седмица током које се прати пуштање песама са синглова на радио-станицама почиње средом, а завршава се уторком. На основу ових података, саставља се топ-листа која се званично објављује четвртком у часопису „Билборд“, али се као датум њеног изласка увек наводи датум суботе из следеће недеље. Пример:
- понедељак, 1. јануар — почиње праћење продаје синглова;
- среда, 3. јануар — почиње праћење пуштања песама са синглова на радио-станицама;
- недеља, 7. јануар — завршава се праћење продаје синглова;
- уторак, 9. јануар — завршава се праћење пуштања песама са синглова на радио-станицама;
- четвртак, 11. јануар — објављује се нова топ-листа, а као датум њеног изласка се наводи субота, 20. јануар.

Први сингл који се нашао на првом месту топ-листе „Билборд хот 100“ је сингл Рикија Нелсона (енгл. Ricky Nelson) „Poor Little Fool“, и то 4. августа 1958. Закључно са издањем ове топ-листе од 21. фебруара 2009, 970 синглова се нашло на њеном првом месту.